# Chiddes (Nièvre)
Pour les articles homonymes, voir Chiddes.
Chiddes est une commune française située dans le département de la Nièvre, en région Bourgogne-Franche-Comté.

## Géographie

Chiddes se trouve à 10 km au N-NO de Luzy.

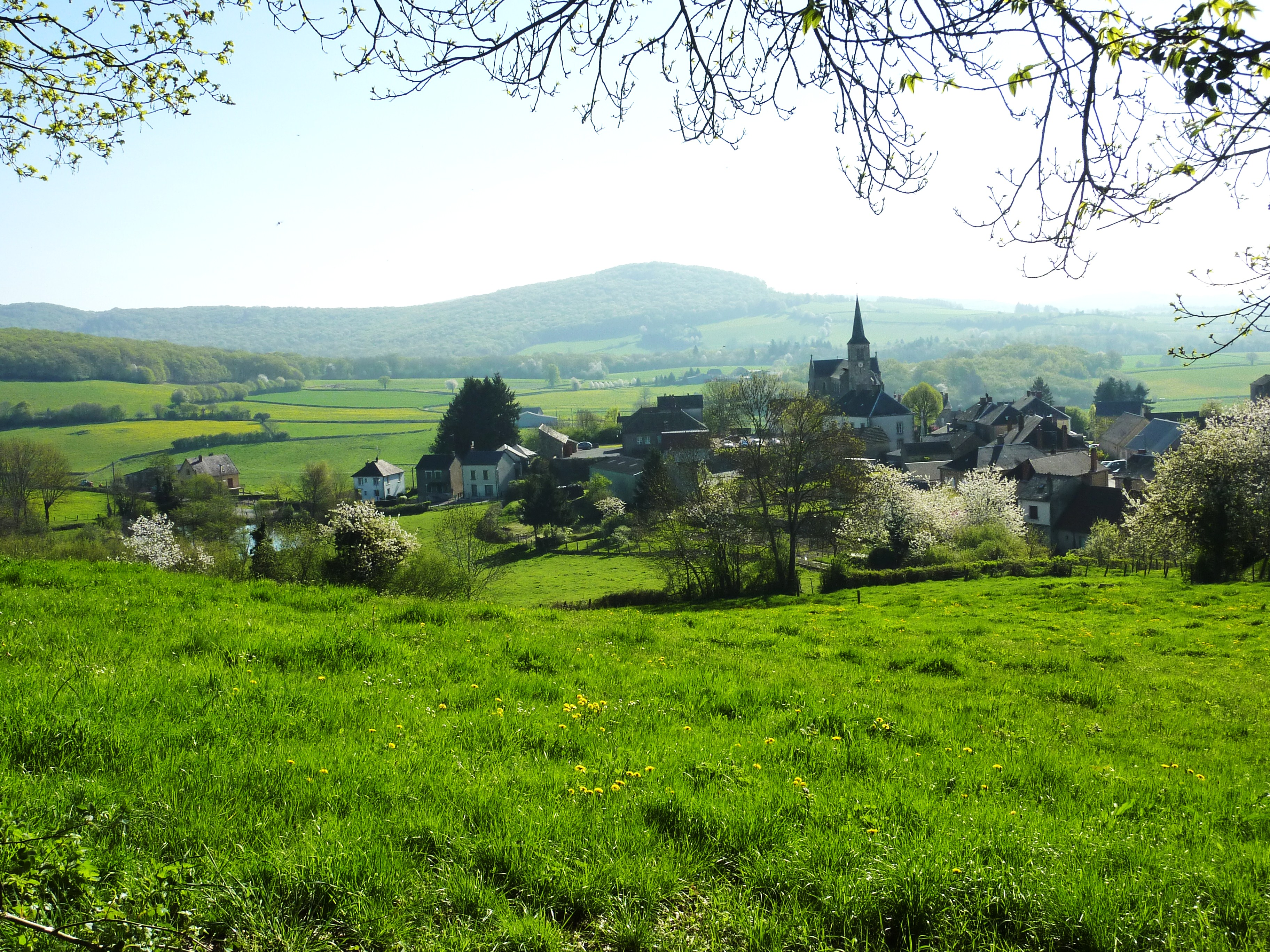
Chiddes et le Morvan vus du mont Charlet.

Chiddes se situe dans le Morvan, dans le sud-est de la Nièvre, à 29 km au sud-ouest d'Autun et au sud de Château-Chinon ; la commune fait partie du parc naturel régional du Morvan. Ses habitants sont les Chiddois et les Chiddoises. Le finage de Chiddes est en partie boisé, surtout à sa périphérie ainsi que les principales pentes. À la fin du XIXe siècle, sur une superficie de deux mille six cent quatre hectares, quatre cent soixante-dix-huit étaient en bois. L'agriculture reste importante, dominée par l'élevage bovin d'embouche.

### Le site et la situation
Le village est situé sur les dernières pentes méridionales du Morvan (le mont Thouleur, Montjouan, le mont Genièvre sont visibles de Chiddes) et est dominé par le mont Charlet, qui possède à son sommet un petit monument religieux en béton et une table d'orientation. Le bourg est à 317 mètres d'altitude, mais le finage communal s'échelonne entre 515 mètres et 244 mètres pour une altitude moyenne de 380 mètres. Du bourg, la vue s'étend loin aussi vers le sud.
On y accède par la route départementale D 985 (route Buissonnière, direction Saint-Honoré-les-Bains) depuis Luzy et aux Vernées, à 8 km, prendre à droite la D 124.

### Hydrographie
De nombreux ruisseaux (Richaufour...), dont la rivière la Roche (anciennement dénommée la Séglise) et le ruisseau du Tillot descendent du Morvan et alimentent la rivière Alène, affluente de l'Aron, donc sous-affluent de la Loire.
La commune compte de nombreux étangs : étang de Champlèvrier - étang des Forges, etc.

### Communes limitrophes
| Sémelay | Villapourçon, Morvan | Larochemillay |
|         | Chiddes              |               |
| Avrée   |                      | Millay        |

### Géologie
Le sous-sol de Chiddes est riche en fer et divers minerais, qui furent exploités dès l'Antiquité, probablement à l'époque gallo-romaine (la voie romaine allant d'Autun à Decize passe à la limite sud de Chiddes ; des traces de villæ gallo-romaines existent au hameau de Montcharlon) et l'exploitation du minerai de fer s'est poursuivie au Moyen Âge et à l'époque moderne, par exemple à Champ-Robert, ce qui explique la fréquence de toponymes tels que « Bois des Terres Rouges », « Champ Fournière », Bois des Forges, « Étang des Forges », « Richaufour », « Monte-au-Four », qui évoquent la présence de forges. Du kaolin existe aussi près du moulin de Mont-Jouan et une carrière de calcaire saccharoïde (ou marbre statuaire) près de Mont-Jouan (Monte Jovis en latin). Ce marbre blanc, dit de Champrobert, fut exploité par les Romains pour la construction des monuments d' Augustodunum (Autun) et en particulier en carrelage et en colonnes. Un filon de fluorine, anciennement dénommée spath-fluor, dit « de Las », est à cheval sur les communes de Chiddes et Millay.
Le 21 octobre 1895, une concession pour l'ouverture de mines de pyrites de fer, de manganèse et autres métaux connexes est demandée, à cheval sur les territoires des communes de Larochemillay, Chiddes et Villapourçon.

### Hameaux, villages, lieux-dits et écarts
NB : La liste qui suit n'est pas exhaustive.
- Assiard
- La Berce
- Bois Brûlé
- Bois des Terres Rouges
- La Berce
- Bicheteaux
- Bois de Chiddes
- Bource
- Bousset
- Au Buchenet
- Les Carruzes
- Le Cezeau
- Champ Bonnot
- Les Chambons
- La Chalnaud
- La Chaume
- La Chapelle
- Champ Fournière
- Bois des Forges
- Étang des Forges
- Richaufour
- Monte-au-Four
- Les Grandes-Ouches
- Champ du Soleil
- Champ-Robert
- Champlevrier
- Couloise
- Villète-lès-Forges
- Champcery
- Champ-Regnault
- Courty
- Fourchure
- La Goutte-Tillot
- Mirloup
- La Verchère
- La Corvée
- Glien
- Saint-Jean-de-Cœurty
- Montcharlon[7]
- Las
- Les Tanielles
- Tillot
- La Verchere
- Les Vernées
- La Vigne
- Villeneuve
- Villette

### Climat
Pour des articles plus généraux, voir Climat de la Bourgogne-Franche-Comté et Climat de la Nièvre.
En 2010, le climat de la commune est de type climat océanique dégradé des plaines du Centre et du Nord, selon une étude du Centre national de la recherche scientifique s'appuyant sur une série de données couvrant la période 1971-2000. En 2020, Météo-France publie une typologie des climats de la France métropolitaine dans laquelle la commune est exposée à un climat océanique altéré et est dans la région climatique  Centre et contreforts nord du Massif central, caractérisée par un air sec en été et un bon ensoleillement. 
Pour la période 1971-2000, la température annuelle moyenne est de 10,5 °C, avec une amplitude thermique annuelle de 16,5 °C. Le cumul annuel moyen de précipitations est de 1 059 mm, avec 13,1 jours de précipitations en janvier et 8 jours en juillet. Pour la période 1991-2020, la température moyenne annuelle observée sur la station météorologique de Météo-France la plus proche, « Avrée », sur la commune d'Avrée à 7 km à vol d'oiseau, est de 11,7 °C et le cumul annuel moyen de précipitations est de 884,8 mm. 
La température maximale relevée sur cette station est de 40,5 °C, atteinte le 24 juillet 2019 ; la température minimale est de −13,9 °C, atteinte le 7 février 2012,,. 
Les paramètres climatiques de la commune ont été estimés pour le milieu du siècle (2041-2070) selon différents scénarios d'émission de gaz à effet de serre à partir des nouvelles projections climatiques de référence DRIAS-2020. Ils sont consultables sur un site dédié publié par Météo-France en novembre 2022.

## Urbanisme

### Typologie
Au 1er janvier 2024, Chiddes est catégorisée commune rurale à habitat très dispersé, selon la nouvelle grille communale de densité à sept niveaux définie par l'Insee en 2022.
Elle est située hors unité urbaine et hors attraction des villes,.

### Occupation des sols
L'occupation des sols de la commune, telle qu'elle ressort de la base de données européenne d’occupation biophysique des sols Corine Land Cover (CLC), est marquée par l'importance des territoires agricoles (81,7 % en 2018), en augmentation par rapport à 1990 (80,7 %). La répartition détaillée en 2018 est la suivante : prairies (76,2 %), forêts (18,3 %), zones agricoles hétérogènes (4,6 %), terres arables (0,9 %). L'évolution de l’occupation des sols de la commune et de ses infrastructures peut être observée sur les différentes représentations cartographiques du territoire : la carte de Cassini (XVIIIe siècle), la carte d'état-major (1820-1866) et les cartes ou photos aériennes de l'IGN pour la période actuelle (1950 à aujourd'hui).

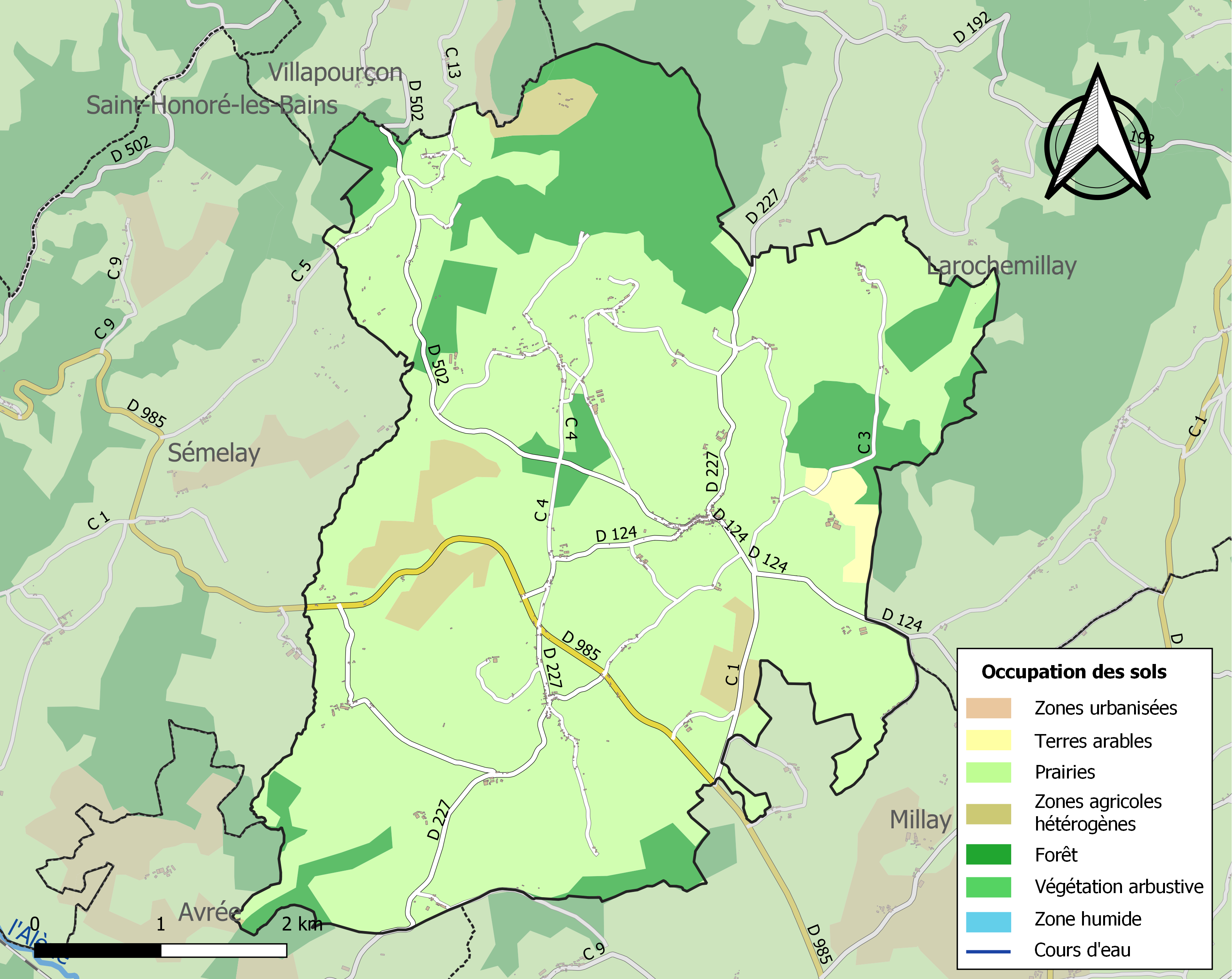
Carte des infrastructures et de l'occupation des sols de la commune en 2018 (CLC).

## Histoire

### Antiquité
Outre la voie romaine déjà évoquée, une villa gallo-romaine, connue sous le nom de Ville-romaine a été identifiée dans un champ près de Montcharlon : « des fragments de marbre, de tuiles à rebords, de poterie, des médailles et des empereurs romains Probus, Alexandre Sévère, Hadrien, Dioclétien, Constance Chlore et Constant Ier y ont été découverts ». Dix-neuf monnaies romaines datant de Tibère à Constant Ier y ont été trouvées entre 1835 et 1846 à proximité de la voie romaine.

### Étymologie et origines
Le nom de Chiddes apparaît sous l'orthographe Chides dans un pouillé d'Autun qui date du XIVe siècle, de Chydes dans un acte de 1529 et de Chide sur la carte de Cassini.

### Moyen Âge
Chiddes était l'une des sept paroisses de l'ancien comté de La Roche-Millay ; le patronage de la cure appartenait à l'abbé de Cluny, codécimateur avec le curé de la paroisse. Chiddes fit partie de l'archiprêtré de Luzy, diocèse d'Autun, qui comprenait 26 paroisses, jusqu'au rétablissement du diocèse de Nevers en 1822.

#### Saint Maurice et lesPas de saint Maurice
L'église paroissiale traditionnelle était consacrée à saint Maurice, ce qui peut surprendre, ce chef de la légion thébaine, martyrisé en 246 en Valais n'ayant jamais mis les pieds dans le Morvan. L'explication est probablement la suivante : saint Maurice était le saint préféré de saint Martin qui portait toujours sur lui, dit-on, quelques-unes de ses reliques. Les pierres dénommées Pas de saint Maurice auraient alors été catholicisées au IVe siècle lors du passage de saint Martin dans la région pour inciter les populations jusque-là païennes à faire leurs dévotions au nouveau culte catholique. Saint Maurice, substitué donc à saint Martin, est le saint patron de plusieurs autres paroisses du Morvan : Champlemy, Sermoise, Saint-Maurice (près de Saint-Saulge), Laché-Assars, Armes, Montreuillon et Millay.
Par exemple, un rocher circulaire de porphyre rose, situé à mi-chemin entre Chiddes et Larochemillay, dénommé le Pas de saint Maurice, en forme de tumulus de 30 mètres de tour et haut de deux à trois mètres, est situé dans un pré dit les Grandes-Ouches ; il a une petite cuvette ronde de 0,30 mètre de diamètre et 0,25 mètre de profondeur et contient ordinairement de l'eau. Du pied même du rocher émerge une source qui nourrit un ruisseau affluent de la Séglise. Un second pas, moins net, est situé à proximité. Un autre Pas de saint Maurice existe dans la commune voisine de Millay. Selon la légende, saint Maurice, poursuivi par des malfaiteurs, aurait fait faire à sa monture une enjambée qui l'aurait porté de Champlevrier, où se trouvent deux autres pas, à Mont-Theurot, situé à 1 600 mètres à l'est, au pied de la montagne de Thouleurs. Dans cette légende, saint Maurice a d'ailleurs été substitué à saint Martin ; en fait ces cupules dans les rochers sont probablement des traces de culte solaire comme le laisse à penser la dénomination de la parcelle voisine dénommée encore le Champ du Soleil (parcelle no 1207, section B du plan cadastral de Chiddes).

#### Saint Martinetsaint Guengoultdans la région de Chiddes
Au IVe siècle, Monsieur saint Martin (plus connu sous le nom de saint Martin, évêque de Tours), parcourut avec son âne le pays morvandau afin de convertir ses habitants. Une anecdote rapporte qu'alors que le saint se trouvait du côté de Sommant, un ours l'attaqua et mangea son âne (un sommet se nomme toujours la Montagne de l'Ours), mais subjugué par la puissance divine, l'ours devint le valet et le portefaix du saint remplaçant l'âne qu'il avait dévoré. Cette légende serait à l'origine de la dénomination d’ours Martin donnée traditionnellement aux ours de foires. Le saint serait passé par Chiddes.
Au VIIIe siècle, saint Guengoux, plus connu sous le nom de saint Guengoult, a aussi parcouru le pays morvandau (deux communes du département de Saône-et-Loire se nomment d'ailleurs Saint-Gengoux-le-National et Saint-Gengoux-de-Scissé et un hameau, autrefois paroisse, désormais annexée par Larochemillay, est dénommé Saint-Guengoux). Une légende place dans ce hameau la fontaine où l'épouse adultère de saint Guengoult aurait perdu son bras pour avoir juré à tort de sa fidélité à son mari.
Une chapelle Saint-Jean-Baptiste est citée à Chiddes en 1487 dans une « lettre de quête ».

#### Les seigneuries de Chiddes
Les habitants de Chiddes « comme retrayants du château de La Roche-Millay, étaient tenus au guet-et-garde autour de cette forteresse, aux réparations de ses fortifications en partie, et devaient contribuer à la solde des soldats du roi lorsqu'il y en avait ». La paroisse était partagée en plusieurs fiefs ou seigneuries « tous mouvant du comté de La Roche [Millay] » ; les principaux étaient Champlevrier, Champ-Robert, Couloise, Montchardon, La Verchère et Villète-lès-Forges.

##### Le château de Champlevrier
« Chanlevrier, vieux castel féodal, flanqué de deux ailes et bâti dans une gorge, au nord du bourg, sur une antique maison-forte, était autrefois le siège d'une seigneurie en toute justice, avec fief et arrière-fief. Des titres anciens rappellent que les manants de sa dépendance étaient tenus au guet-et-garde autour de ce château en temps de guerre et d'imminent péril. Le seigneur de Chanlevrier devait, pour faire foi et hommage de son fief, se présenter devant la porte du château de La Roche-Millay, avec ses titres en main, mettre un genou en terre, et faire serment au suzerain, après quoi il était admis au baiser sur la bouche »

Une affirmation de l'Album du Nivernais, reprise par divers auteurs, est par contre fantaisiste : « Les vassaux devaient battre les eaux des fossés pour empêcher le croassement des grenouilles de troubler le sommeil du seigneur ».
En  1479, la veuve d'Othelin de Bourgoing affranchit un serf, François Coquillot, et cet acte d'affranchissement nous est parvenu. Charles Le Bourgoing en 1516 occupait cette seigneurie et s'acquitta de ce devoir et son petit-fils: Gabriel, seigneur de Champlevrier, de Champ-Robert, de Saint-Jean-des-Curtils, de Mirloup, de Montcharlon..., 80 ans plus tard, sur une sommation du bailli de La Roche. Mais en 1674 cette seigneurie est confisquée pour « devoir non fait » et revendue à Pierre Bruneau de Vitry, chevalier d'honneur au Châtelet de Paris et transmise ensuite à ses descendants, puis par mariage, à la famille Thiroux de Saint-Félix, originaire d'Autun.

##### Montcharlon
En 1687, ce fief avait pour seigneur Robert de Paris, seigneur de La Bussière et de Montcharlon. Une saisie féodale fut faite sur ce fief le 3 janvier 1775 et une mainlevée fut délivrée par le Bureau des finances de Moulins le 5 octobre de la même année. Fief relevant de Saint-Pierre-le-Moûtier, un dénombrement de ce fief eut lieu le 5 juillet 1779 dont Robert Bruneau seigneur de Champlevrier fournit les pièces au Bureau des finances de Moulins

##### Champ-Robert
Champ-Robert (Campus Rotberti en latin) est connu pour sa carrière de marbre blanc et sa mine de fer, en exploitation au XIXe siècle. Ce fut le siège d'une ancienne maison-forte dont subsistent quelques vestiges, puis d'une seigneurie, possédée en 1399 par Pierre Berthier et par la suite divisée en deux, une partie étant possédée par exemple en 1512 par Philippe de Moroges, qui portait:« D'azur, au chevron d'or, à une étoile d'argent en pointe, au chef cousu de gueules, chargé de trois étoiles d'or  » puis par Charles Le Bourgoing, qui la vend en 1677 à Pierre Bruneau de Vitry ; Gabriel Vestu, président au siège præsidial d'Autun, possédait alors l'autre partie.

##### Couloise
Ce fief appartenait au XIVe siècle à l'abbé de Cluny qui le céda pour une rente perpétuelle de 85 livres à Pierre de La Bussière, seigneur du lieu, puis passe en d'autres mains : celles de Guillaume de Paris en 1615, puis celles de son fils Gabriel de Paris, puis vendu et revendu à Claude-François Sallonnyer de Monbaron en 1724. Tous les habitants étaient tenus de conduire leurs fournées au moulin banal de la seigneurie, sous peine d'amende et de la confiscation de la farine.
Le 7 août 1663, le Présidial de Saint-Pierre-le-Moûtier accorde l'autorisation à Gabriel de Paris de formuler de nouvelles preuves devant le juge de Biches en l'affaire de dommages et intérêts par lui intentée contre Charles Rousset. Le 29 octobre 1664, Étienne Moquot, marchand à Nevers, gagne la sentence à Saint-Pierre-le-Moûtier, dans une affaire contre Gabriel de Paris
Le 25 juin 1665 Contrainte délivrée par le Présidial de Saint-Pierre-le-Moûtier au profit de Catherine Thonnelier, veuve et commune de Guillaume Marinier, contre Gabriel de Paris, écuyer, sieur de Couloise, en paiement de dépens adjugés par sentence du 23 juin

##### Villète-lès-Forges
Villète-lès-Forges (Villula à Fabricis) tire son nom d'un ancien établissement romain. Ce hameau formait jadis deux fiefs (l'un appartenant à la famille de Chanlevrier, l'autre à celle de la Bussière), avec moyenne et basse justice et possédait aussi un moulin banal.

##### Les autres fiefs
Champcery (Campus Cereris) dont le nom rappelle la consécration ancienne de ce lieu-dit à Cérès, déesse de la moisson ; Champ-Regnault (Campus Reginaldi ) ; Assiard ; Courty ; Fourchure ; La Goutte-Tillot ; Mirloup ; La Verchère et La Corvée : tous ces fiefs disposaient des droits de moyenne et basse justice, dépendant du comte de La Roche-Millay pour la haute justice.
Le domaine de la Verchère fut acheté en 1716 par Richard Coujard, procureur du Roi au grenier à sel de Luzy. Décédé en 1722, il transmit le domaine à sa descendance. Sa petite-fille Clémentine-Charlotte Coujard de la Verchère, née en 1754, épouse de Jean Lemulier de Bressey, conseiller au Parlement de Bourgogne à Dijon, émigra quelques mois en Suisse en compagnie de son mari fin 1791-début 1792 et, après son retour, renvoyée devant le tribunal criminel de l'Ain et emprisonnée pendant un an à Bourg.

#### Les guerres de Religion
La paroisse de Chiddes, ainsi que les paroisses voisines de Sémelay, Villapourçon, Saint-Guengoux, Larochemillay, a été ravagée par De Bricquemaut, capitaine protestant, à une date imprécisée, mais située entre 1570 et 1572.
Le témoignage de Claude de Sirot, seigneur du Croc-au-Meunier, dans la paroisse de Verrière-sous-Glenne (nom ancien de la commune actuelle de La Grande-Verrière en Saône-et-Loire), est éloquent ; en voici un extrait dont le style et l'orthographe d'époque ont été respectés :

« Noble homme Claude de Sirot (...) dict (...) que es lieulx circonvoisins teant le party du Roi et ycelluy de la prétendue nouvelle religion et mesmes au bourg de La Roches de Milay et es paroisses de Villezapourçons, Poy, Milay, Sainct-Jehan-Goux et Chiddes (...) ezquels lieul a esté exercé une tirannye incroiable par les gens de guerre à l'endroit des habitans desd. lieulx, prenant les aulcungs diceulz prisonniers quilz lioient et garottoient jusques à ce quilz eussent payé à la voulonté des gens de guerre la finance qui leur demandoient pour leur ranson et pilloient au surplus tous les meubles quilz trouvoient es maisons desd. lieulx, emmenoient leur bestail sans quilz eussent osé prendre la hardiesse de les suivre pour le renoncement d'yceluy.(...) »

### Époque moderne

#### Saint-Jean-des-Curtils
Au XIXe siècle, le jour de la Saint-Jean-Baptiste, se tenait chaque année « un apport avec louage de domestiques », tradition transférée « d'une antique chapelle rurale consacrée à ce saint et connue sous le nom de Saint-Jean-des-Curtils ». (…) La foire qui s'y tenait est ainsi décrite : « Autour de l'édifice, régnait une place où les marchands et les cabaretiers ambulants, qui y accouraient de tous les environs le jour de la fête patronale. Les premiers devaient aux seigneurs le droit d’étalage, d’aunage et mesurage ; les seconds étaient tenus envers eux chacun à une pinte de vin et un gâteau ». Le curé de Chiddes célébrait ce jour-là l'office paroissial dans la chapelle.

#### Chiddes auXIXesiècle
Au début du XIXe siècle, Chiddes est membre du canton de Laroche, créé en 1793 avant d'être absorbé en 1801 par celui de Luzy.
En 1804, un terrible incendie ravagea le bourg de Chiddes. L'église paroissiale est ainsi décrite au milieu du XIXe siècle :

« L'église paroissiale, dédiée comme celle de Millay, à saint Maurice, chef de la légion thébéenne (...). C'est un édifice roman, dont l'abside seule est voûtée. L'arc-doubleau du chœur et celui de l'abside reposent sur des colonnes engagées; leurs bases, munies de griffes, et les chapiteaux, imités de l'antique, accusent la fin du XIIe siècle. Les fenêtres de l'abside ont été bouchées et remplacées par un œil-de-bœuf d'effet disgracieux. Le clocher, placé au-dessus du chœur, est de même style et de même date. Il porte, sur trois faces, des baies géminées, séparées par des colonnettes grossières. Une chapelle a été récemment ouverte dans la nef, près du chœur, au sud. »

Lazare Parthiot, né le 25 avril 1829 à Chiddes, soldat au 91e de ligne, fut blessé pendant la guerre de Crimée le 18 juin 1855 et par la suite paralysé de la main.

### LeXXesiècle
L'association de prières Notre-Dame-du-Suprême-Pardon, fondée en 1896 par l'abbé Forestier (qui la dirigea jusqu'en 1909, date à laquelle il fut remplacé par l'abbé Champéroux, nouveau curé de Chiddes), est érigée en archiconfrérie en 1912.
Le bureau de poste de Chiddes est ouvert par l'arrêté du 15 juin 1907.

#### Les guerres duXXesiècle

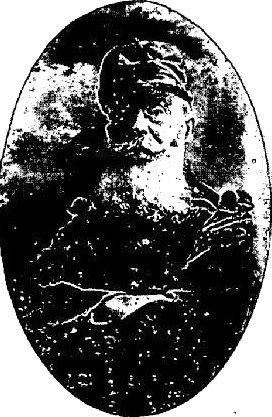
Wladimir de La Fite, comte de Pelleport.

Le monument aux morts de Chiddes porte les noms de 70 Chiddois morts pour la France : 59 pendant la Première Guerre mondiale et 11 pendant la Seconde Guerre mondiale.

##### La Première Guerre mondiale
L'hagiographie de Wladimir de La Fite, comte de Pelleport, né le 18 janvier 1856 à Zugelhausen (Prusse), qui fut dans sa jeunesse pendant dix ans ingénieur des domaines en Égypte et qui vécut à partir de 1891 au château de Champlevrier dont il avait épousé en 1887 l'héritière Gabrielle de Ruffi de Pontévès Gévaudan, et qui s'engagea malgré une santé précaire à l'âge de 59 ans (né vers 1855) comme soldat de deuxième classe, et décédé des suites de ses blessures le 26 août 1914 à l'hôpital no 1 d'Heilbronn près de Sarrebourg a été écrite par Maurice Talmeyr. Des lettres de lui et les comptes rendus de son engagement et de ses obsèques ont été publiés à l'époque par le journal La Croix.
Avant la Première Guerre mondiale, le comte de Pelleport avait fondé en 1894 puis présidé la Caisse rurale de Chiddes. Il fut candidat aux élections législatives de 1898 avec un programme xénophobe, conservateur et nationaliste, mais avec des préoccupations sociales. Il ne fut pas élu.

##### La Seconde Guerre mondiale

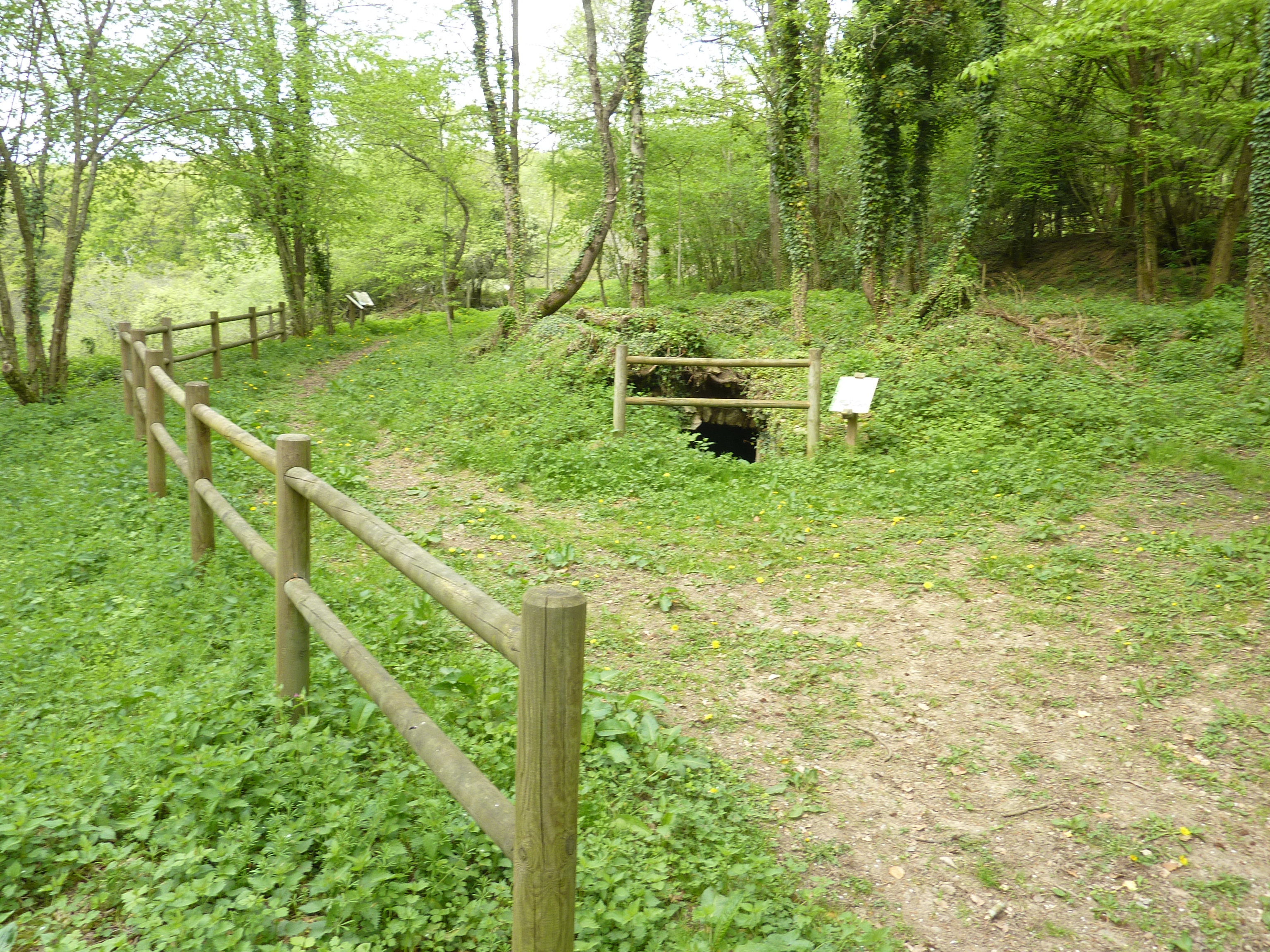
Reste de maisons sur l'emplacement du maquis.

Le maquis Louis, dirigé par Paul Sarrette, dit « Louis », a exercé son activité à cheval sur les communes de Larochemillay et de Chiddes. Le château de Champlevrier, situé dans la commune, abritait un hôpital clandestin. Le cimetière de Chiddes abrite des « tombes de guerre du Commonwealth » et celle du capitaine « Louis ».

## Politique et administration

### Administration religieuse
Curé
- 1629 : Marceau, mourut âgé de plus de cent ans
- 1712 : Delaporte
- 1730 : Lansard
- 1731 : Bernard Brossard
- 1768 : Blaise Tripier
- 1788 : Clément
- 1789 : Massin
- 1804 : d'Amfreville, curé de Sémelay et de Chiddes
- 1821 : Donet
- 1828 : Geoffroy
- 1837 : Garnier
- 1839 : Agulhon
- 1848 : Bricard
- 1858 : Lherbet
- 1861 : Tardivon
- 1863 : Charles Fougeroux

### Administration civile
| Période                                  | Période   | Identité                                 | Étiquette | Qualité                                             |
| ---------------------------------------- | --------- | ---------------------------------------- | --------- | --------------------------------------------------- |
| 1793                                     | 1803      | Léonard Boule                            |           |                                                     |
| 1804                                     | 1818      | Gondiere                                 |           |                                                     |
| 1718                                     | 1828      | Bruneau de Vitry                         |           |                                                     |
| 1828                                     | 1830      | Denis Thirioux de Saint-Felix            |           |                                                     |
| 1830                                     | 1832      | Jean-Baptiste Collot                     |           |                                                     |
| 1832                                     | 1837      | Gondiere                                 |           |                                                     |
| 1838                                     | 1852      | Denis Thirioux de Saint-Felix            |           |                                                     |
| 1852                                     | 1854      | Gabriel-Philippe Thirioux de Saint-Felix |           |                                                     |
| 1854                                     | 1860      | Jean-Baptiste Collot                     |           |                                                     |
| 1860                                     | 1870      | Gabriel-Philippe Thirioux de Saint-Felix |           |                                                     |
| 1870                                     | 1877      | Gilbert Berger                           |           |                                                     |
| 1878                                     | 1892      | Maurice Pierre Célestin Berger           | Radical   | Député, conseiller général                          |
| 1892                                     | 1906      | Philibert Lagarde                        |           |                                                     |
| 1906                                     | 1906      | Gabriel Letourneur                       |           | Maçon-tailleur de pierre décédé brutalement en 1906 |
| 1906                                     | 1910      | Philibert Lagarde                        |           |                                                     |
| 1910                                     | 1932      | Ernest Berger                            |           | Décédé accidentellement en mars 1933                |
| 1932                                     | 1935      | François Courault                        |           |                                                     |
| 1935                                     | 1945      | Alfred Doglio                            |           |                                                     |
| 1945                                     | 1947      | François Cloix                           |           |                                                     |
| 1947                                     | 1952      | Germaine Berger                          |           |                                                     |
| 1952                                     | 1971      | Maurice Berger                           |           |                                                     |
| 1971                                     | 1983      | Roger Berthelot                          |           |                                                     |
| 1983 2001                                | mars 2007 | Jean Marie                               |           | Militaire retraité                                  |
| mars 2008                                | mars 2014 | Michel Andriot                           |           | Artisan maçon                                       |
| mars 2014                                | en cours  | Bernadette Voillot                       |           |                                                     |
| Les données manquantes sont à compléter. |           |                                          |           |                                                     |

## Démographie
Certains hameaux de Chiddes étaient très peuplés : par exemple vers 1900 le hameau de Las compte 148 habitants et celui de Moncharlon 61 habitants.

L'évolution du nombre d'habitants est connue à travers les recensements de la population effectués dans la commune depuis 1793. Pour les communes de moins de 10 000 habitants, une enquête de recensement portant sur toute la population est réalisée tous les cinq ans, les populations de référence des années intermédiaires étant quant à elles estimées par interpolation ou extrapolation. Pour la commune, le premier recensement exhaustif entrant dans le cadre du nouveau dispositif a été réalisé en 2006.

En 2022, la commune comptait 353 habitants, en évolution de +6,01 % par rapport à 2016 (Nièvre : −3,28 %, France hors Mayotte : +2,11 %).
| 1793 | 1800  | 1806 | 1821  | 1831  | 1836  | 1841  | 1846  | 1851  |
| ---- | ----- | ---- | ----- | ----- | ----- | ----- | ----- | ----- |
| 793  | 1 104 | 974  | 1 188 | 1 208 | 1 073 | 1 158 | 1 124 | 1 144 |

| 1856  | 1861  | 1866  | 1872  | 1876  | 1881  | 1886  | 1891  | 1896  |
| ----- | ----- | ----- | ----- | ----- | ----- | ----- | ----- | ----- |
| 1 152 | 1 119 | 1 190 | 1 173 | 1 252 | 1 318 | 1 393 | 1 507 | 1 459 |

| 1901  | 1906  | 1911  | 1921  | 1926  | 1931 | 1936 | 1946 | 1954 |
| ----- | ----- | ----- | ----- | ----- | ---- | ---- | ---- | ---- |
| 1 457 | 1 417 | 1 430 | 1 112 | 1 008 | 919  | 860  | 828  | 710  |

| 1962 | 1968 | 1975 | 1982 | 1990 | 1999 | 2006 | 2011 | 2016 |
| ---- | ---- | ---- | ---- | ---- | ---- | ---- | ---- | ---- |
| 639  | 627  | 515  | 459  | 404  | 373  | 334  | 328  | 333  |

| 2021 | 2022 | - | - | - | - | - | - | - |
| ---- | ---- | - | - | - | - | - | - | - |
| 348  | 353  | - | - | - | - | - | - | - |

Commentaire : La population de Chiddes est en 2009 la plus faible jamais enregistrée depuis que les recensements existent, étant inférieure de 58,5 % à celle de 1793. La population a lentement augmenté, par-delà quelques dents de scie, pendant la majeure partie du XIXe siècle, atteignant son maximum en 1891 avec 1 507 habitants. Depuis, et tout au long du XXe siècle, la population a constamment diminué, cette baisse se poursuivant dans la première décennie du XXIe siècle, baissant de 1 178 personnes entre 1891 et 2008, soit - 78,1 % en 117 ans, soit un rythme moyen annuel de - 10 personnes pendant cette période. Ce déclin démographique spectaculaire s'explique par un très important exode rural lié à l'isolement et aux conditions naturelles quelque peu difficiles (altitude déjà élevée, pentes plutôt fortes, climat assez rude) amorcé vers la fin du XIXe siècle, poursuivi tout au long du XXe siècle et qui s'est poursuivi jusqu'au début du XXIe siècle : les résultats des derniers recensements l'illustrent: entre 1968 et 1975 par exemple, le solde migratoire était encore de - 1,7 % l'an, et même s'il a baissé depuis il reste négatif (- 0,4 % l'an entre 1999 et 2007, ayant toutefois été pour la première fois depuis plus d'un siècle très légèrement positif entre 1999 et 2007 ( + 0,1 % l'an). Cet exode, étant principalement le fait des jeunes adultes, entraîne un vieillissement accentué de la population : en 2007, les 65 ans et plus représentaient 32,8 % de la population totale alors que les 0 à 19 ans ne représentaient que 14,9 % du total des Chiddois et Chiddoises. Ce vieillissement démographique entraîne un solde naturel lui aussi largement négatif, voisin constamment de - 1,0 % l'an entre 1968 et 2007, avec même une pointe à - 1,4 % l'an entre 1975 et 1982. Entre 1999 et 2008, Chiddes a enregistré 56 décès pour 23 naissances, soit un déficit naturel de 33 personnes en 9 ans.
Le nombre des résidences principales baisse, passant par exemple de 214 en 1968 à 169 en 2007, au profit d'une nette augmentation des résidences secondaires passées pendant la même période de 47 à 117 ; ces dernières forment désormais 37,6 % du total des logements. Le parc immobilier est ancien : en 2007, 80,7 % des résidences principales (134 sur 166) dataient d'avant 1949. Rares sont les constructions neuves : entre 1990 et 2004, seules 6 nouvelles résidences principales ont été construites. L'habitat est presque exclusivement pavillonnaire : 99,7 % du total, 8 appartements seulement étant comptabilisés en 2008.

## Culture locale et patrimoine

### Lieux et monuments

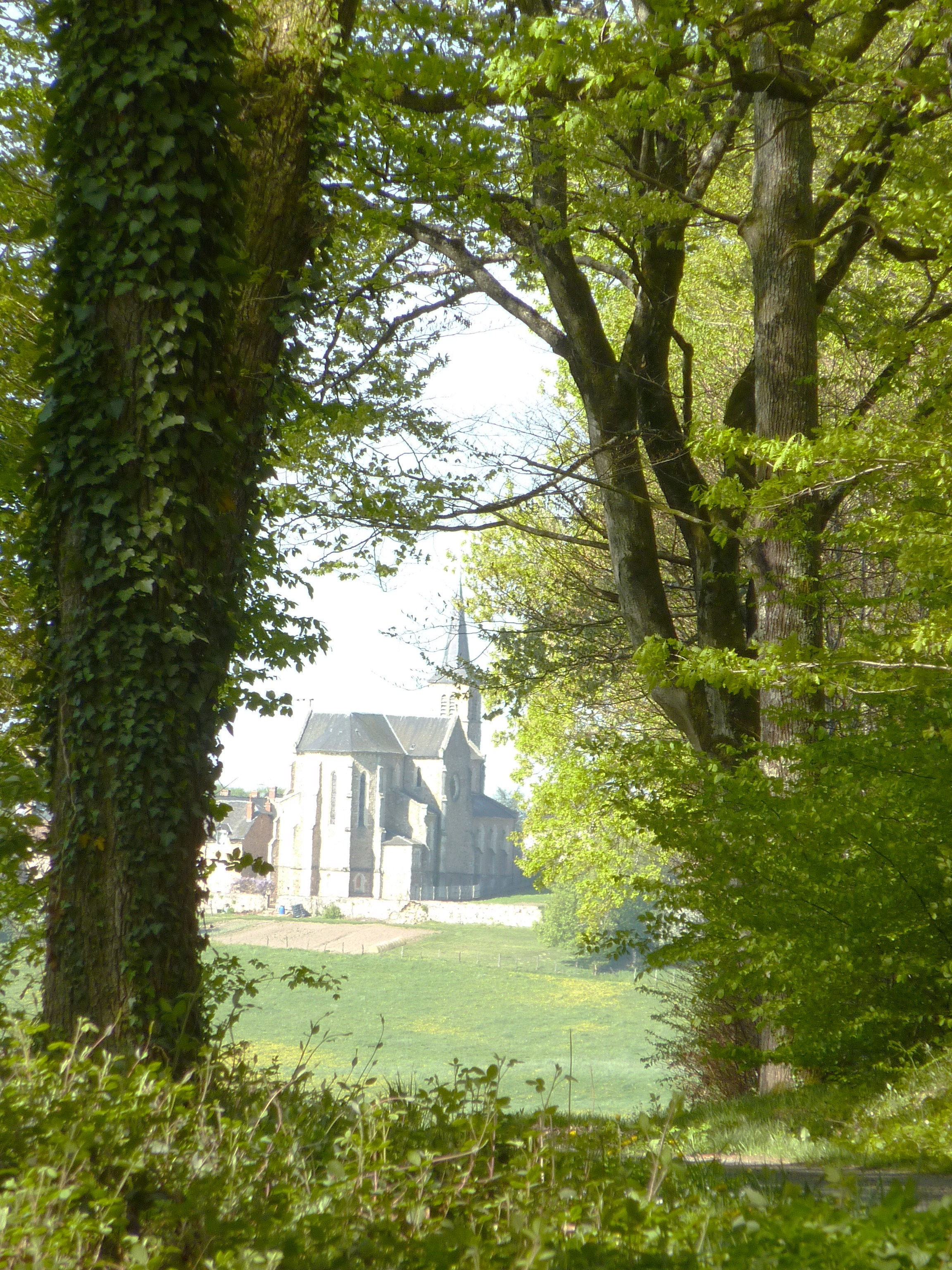
L'église paroissiale de Chiddes vue de l'est.

- L'ancienne église Saint-Maurice : datant de la fin du  XIe siècle, de style roman, il n'en subsiste que des ruines dont l'abside et la travée du chœur sur laquelle repose une tour-clocher rectangulaire surmontée d'un toit en batière. Cette tour comporte quatre contreforts extérieurs perpendiculaires aux murs latéraux. Au Levant, elle est éclairée sur les deux faces latérales, au-dessus de l'abside, par des baies géminées que séparent des colonnettes[2]. L'abside basse, voûtée en cul-de-four, est couverte en tuile canal.

Entre la nef aujourd’hui disparue et le chœur, demeure l'ouverture de la grande arcade en arc brisé, supportée par des colonnettes engagées, ornées de chapiteaux. Sur chacun des côtés se trouvent des niches. Celle de droite : une statue de la Vierge à l'Enfant et celle de gauche : une statue d'un saint que l'on pense être saint Maurice, le patron de la paroisse.
Jugée à la fin du XIXe siècle trop petite, elle fut remplacée par la nouvelle église paroissiale et est désormais propriété privée. Elle échappa à la destruction car elle est bâtie sur une propriété privée.
- L'église paroissiale actuelle Notre-Dame-du-Suprême-Pardon a été construite en style néogothique à partir de 1895 par l'architecte Lagoutte à Autun. Elle abrite de beaux vitraux de Diderot Anglade et un chemin de croix de Rouillard, deux artistes ayant participé à la décoration du château de la Montagne à Saint-Honoré-les-Bains. Dans le chœur, une plaque rappelle les noms des généreux donateurs et notables bienfaiteurs ayant permis la construction de l'édifice. Sur le tympan de sa façade extérieure une mosaïque couleur or et azur[67].
- Le château de Champlevrier date du XVIIe siècle, mais a été restauré au XIXe siècle ; il comprend dans un cadre de verdure une belle façade principale avec deux tours d'angle ; il servit d'hôpital pour les résistants du « maquis Louis » pendant la Deuxième Guerre mondiale. Propriété privée, la visite libre gratuite des extérieurs est possible tous les après-midis de 14 h à 18 h du 1er août au 15 septembre[68].
- Le mont Charlet domine Chiddes et procure une belle vue sur le village et le sud du Morvan. Il contient à son sommet un monument en béton construit dans la décennie 1920 qui est en piteux état mais qui, en 2011, est en projet de restauration. Restauration terminé et sommet du mont mis en valeur par des bancs et une table pour pique-nique ainsi qu'une « trouée » donnant une vue splendide sur le village.
- Le hameau de Saint-Jean-de-Cœurty, situé à 3,5 km du bourg est un lieu d'habitation très ancien, qui possédait autrefois une chapelle aujourd'hui disparue.
- Le hameau de Montcharlon, avec son centre équestre est un agréable lieu de promenades.
- Deux moulins sur le ruisseau de Richaufour.
- La fontaine à la cruche date du XXe siècle et est une œuvre originale.

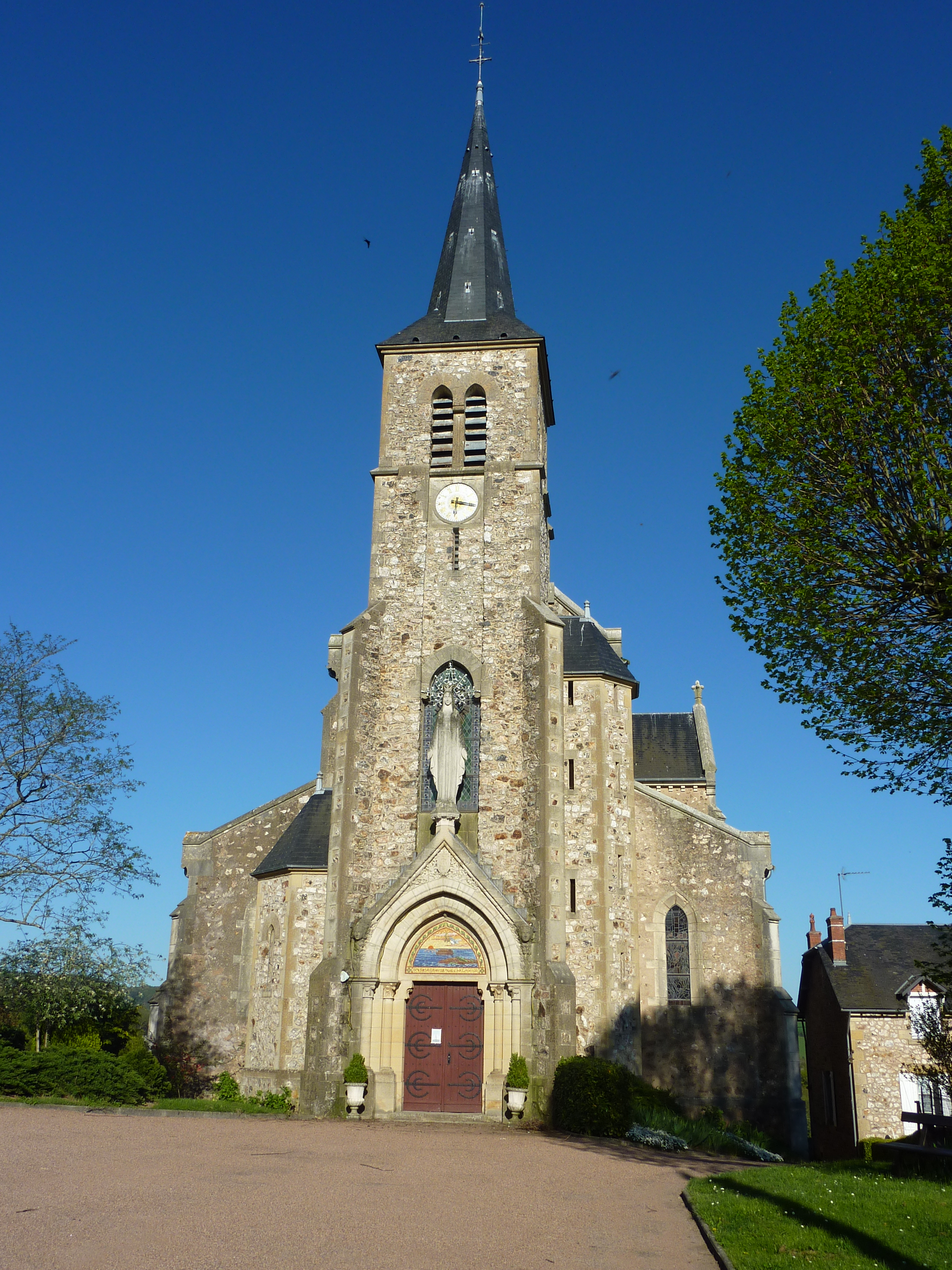
L'église paroissiale Notre-Dame-du-Suprême-Pardon avec sa mosaïque.
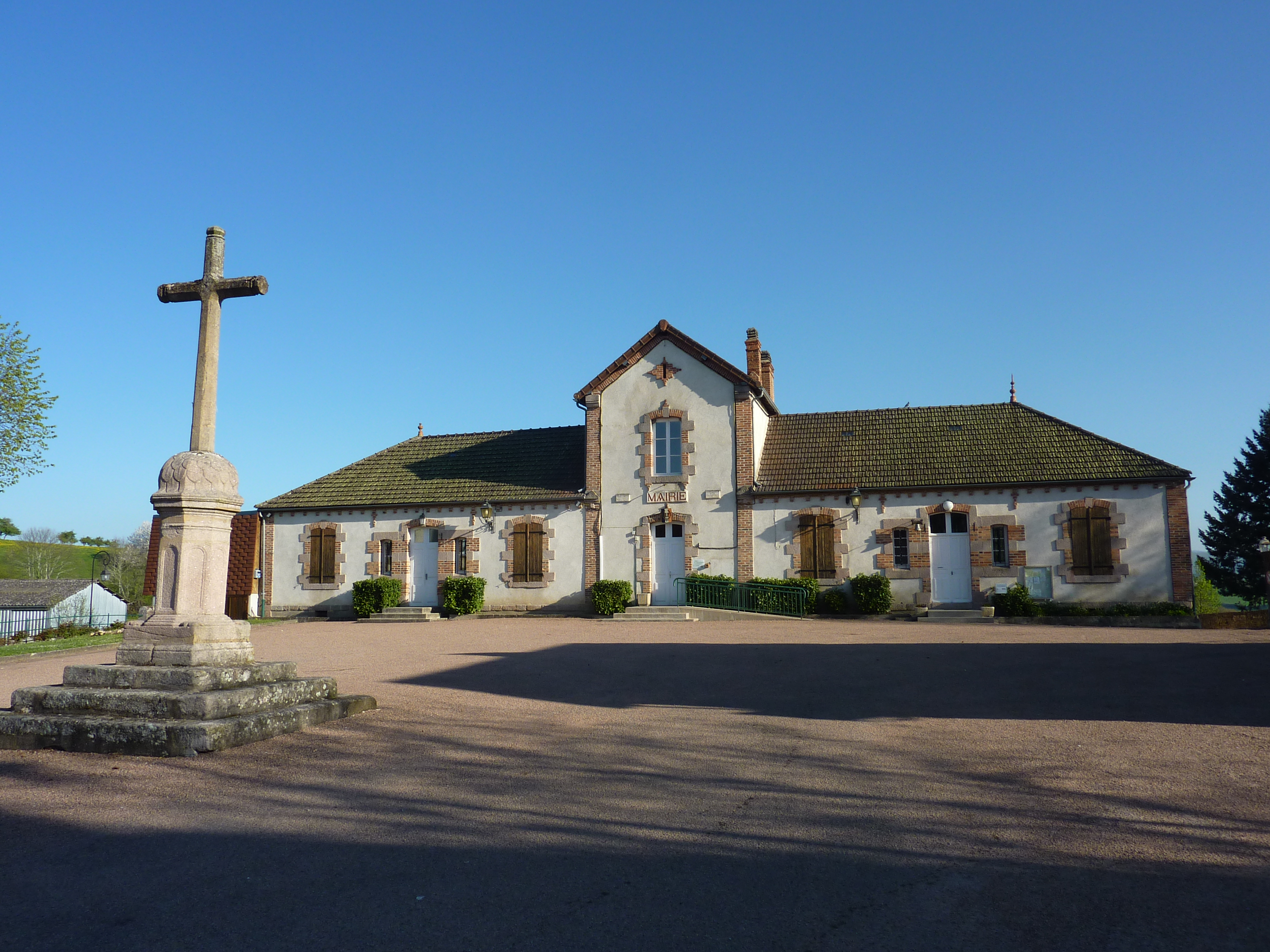
La mairie et le calvaire.
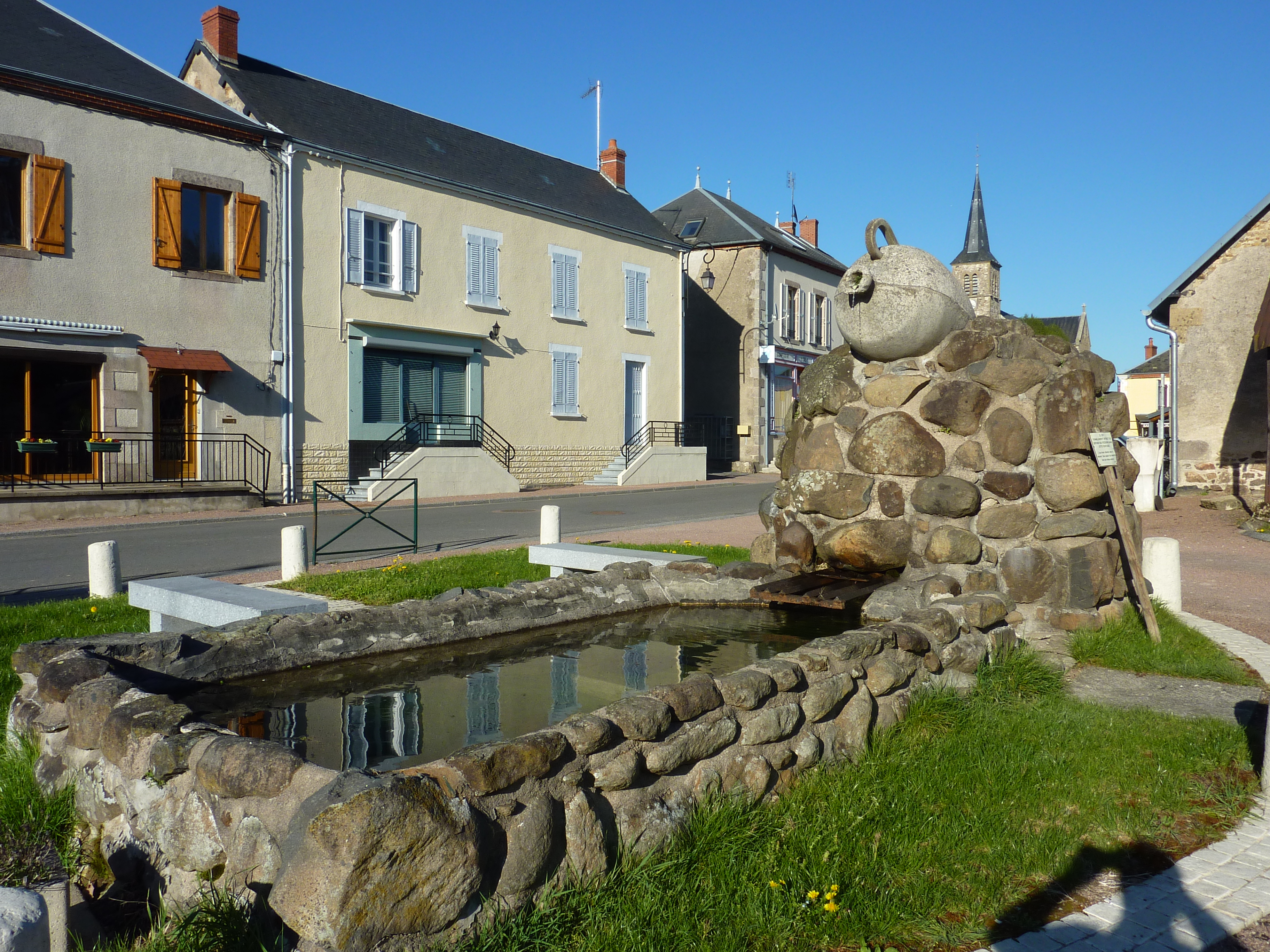
La fontaine à la cruche.
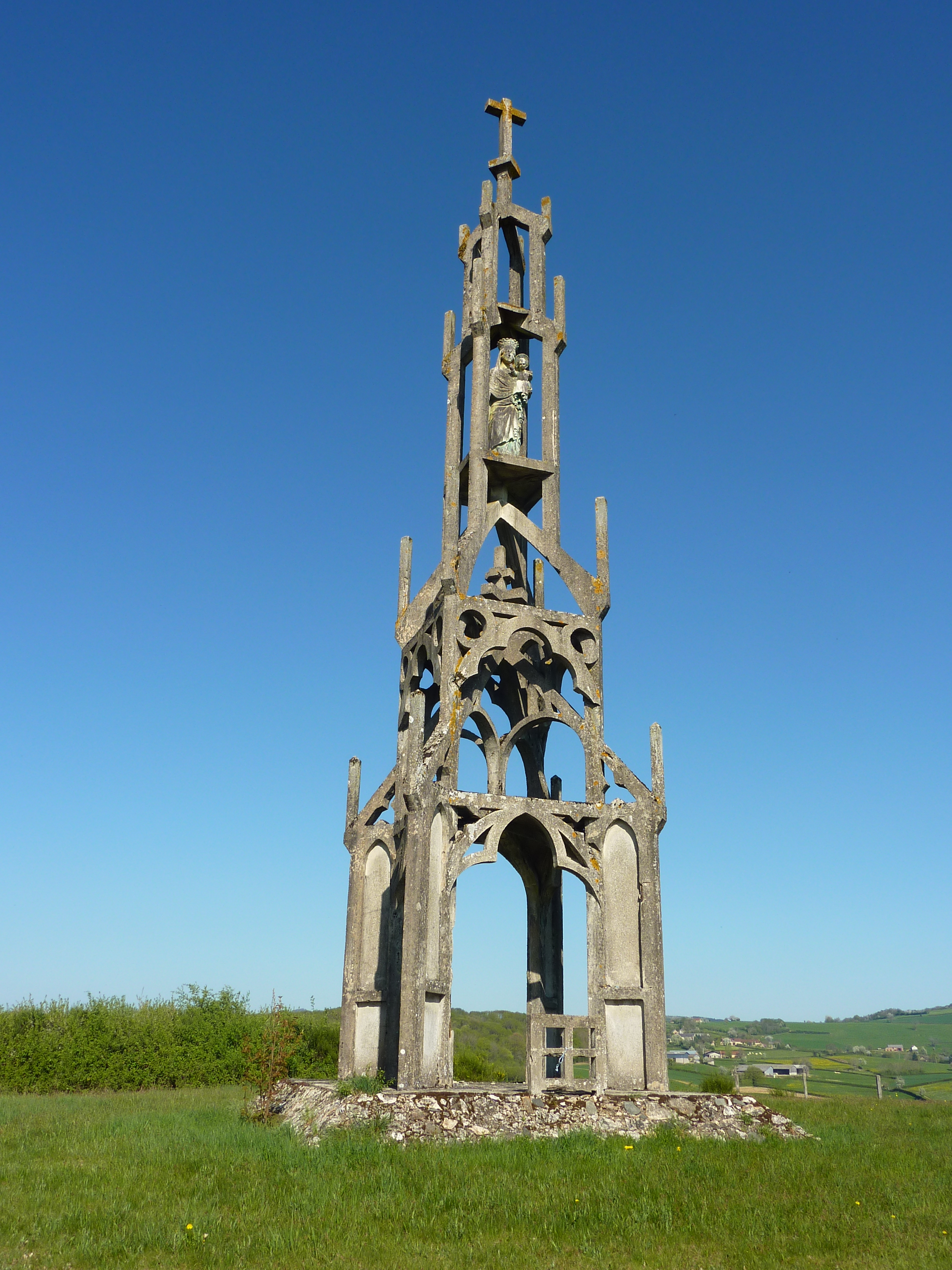
Le monument au sommet du mont Charlet.

### Personnalités liées à la commune

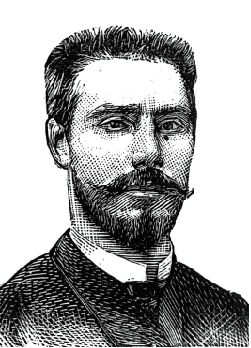
Maurice Pierre Célestin Berger, maire de Chiddes, député radical de 1885 à 1889.

- Blaise Tripier, curé de Chiddes depuis 1768, fut concurrent malheureux de Talleyrand lors de l'élection des députés du clergé aux États généraux et fut arrêté en 1793 et détenu à Mâcon jusqu'en 1798 ; il mourut à Autun où il était né[69].
- Léonard Berger (ou Berger-Fillon), né à Chiddes le 27 mars 1793, décédé à Roanne le 10 octobre 1870, fut chirurgien militaire, puis médecin des hospices civils et des prisons de Montbrison, maire de Savigneux entre 1830 et 1833. Il a publié Règlement pour l'établissement minéral de la nouvelle source de Saint-Galmier, dite source André, en 1848[70].
- François Dufraigne : né à Chiddes le 28 avril 1822 et sénateur de Seine-et-Marne de 1885 à 1891.
- Maurice Pierre Célestin Berger, né à Chiddes le 25 septembre 1852, agriculteur et grand propriétaire terrien, fut maire de Chiddes, conseiller général de la Nièvre et fut élu, sur la liste radicale, député le 18 octobre 1885. Il prit place à l'extrême-gauche et vota pour l'expulsion des princes, pour le rétablissement du scrutin uninominal, pour les poursuites contre trois députés de la Ligue des patriotes et pour les poursuites contre le général Boulanger. Il fut battu aux élections du 22 septembre 1889 par le comte Albéric d'Espeuilles. Il se retira alors de la vie politique, gardant toutefois son mandat de maire de Chiddes[71]. Il décéda à Chiddes le 10 avril 1900[72].

## Vie culturelle
- Lai Gimbeurtée d’Chiddes est une association qui anime et organise des danses traditionnelles (bourrées, mazurkas, valses, polkas et autres danses du répertoire traditionnel morvandiau). Gimbertée vient de l'expression locale «  Arrête de gimbeurter ! » c'est-à-dire de gigoter.